# پیریدین-ان-اکسید
پیریدین-ان-اکسید (به انگلیسی: Pyridine-N-oxide) یک ترکیب شیمیایی با شناسه پاب‌کم ۱۲۷۵۳ است. که جرم مولی آن ۹۵٫۱۰۱ g/mol می‌باشد. شکل ظاهری این ترکیب، جامد بی‌رنگ است.